# Ignacio Allende
Ignacio José de Allende y Unzaga (San Miguel de Allende, 21 de gener de 1769 - Chihuahua, 26 de gener de 1811) fou un capità de l'exèrcit reialista a Mèxic que va simpatitzar amb el projecte d'independència del país i participà activament en la proclama de Dolores i en els primers episodis de la Guerra d'Independència de Mèxic.
Nascut en el si d'una família de rics criolls de San Miguel el Grande, a l'estat de Guanajuato, l'any 1802 ingressà a l'exèrcit i ascendí al grau de capità sota les ordres de Félix María Calleja.
Des d'un bon principi particià a l'anomenat Cercle Literari de Querétaro que, liderat per Josefa Ortiz de Domínguez, La Corregidora organitzà la Conspiració de Querétaro que pretenia proclamar la independència de Mèxic el dia 1 d'octubre de 1810. La delació de la Conspiració provocà que s'hagués d'avançar al 16 de setembre amb la proclama feta per Miguel Hidalgo y Costilla a l'església de Dolores.
Una vegada feta la proclama a Dolores i organitzat un exèrcit de camperols i voluntaris sense massa formació reglamentària es dirigiren i prengueren la ciutat de Celaya on Allende fou elevat al grau de tinent general de l'exèrcit insurgent. Posteriorment es dirigiren a Guanajuato on es produí un dels fets més violents de la primera part de la guerra, la presa de l'Alhóndiga de las Granaditas, un fet clau que per la seva violència i descontrol marcà la Guerra. Malgrat tot, després de Guanajuato encara es produeix la victòria insurgent a la batalla del Monte de las Cruces.
El novembre de 1810 semblava imminent la caiguda de la capital virregnal, Ciutat de Mèxic, però la por que s'escampés la violència com passà a Guanajuato, feu decidir a Hidalgo a retirar l'exèrcit cap al Bajío, en contra de la voluntat d'Allende. Aquest fet els distancià irremeïablement i el següent enfrontament se saldà amb una victòria reialista a la batalla del Puente de Calderón, una derrota que provocà la substitució d'Hidalgo per Allende. Derrotat, decidí dirigir l'exèrcit cap al Nord i fou traït a Acatita de Baján per Ignacio Elizondo.
A Chihuahua fou jutjat per insubordinació i condemnat a mort. Fou executat el 26 de juny de 1811 i el seu cap fou penjat a l'Alhóndiga de las Granaditas. No fou fins al 1821, amb la victòria definitiva dels independentistes que les restes d'Allende foren despenjades i honrades a la Columna de la Independència a la capital del país. Allende és recordat per ser un home just en la batalla, per la seva ètica i cavallerositat.